# Tipula vaillanti
Tipula vaillanti är en tvåvingeart. Tipula vaillanti ingår i släktet Tipula och familjen storharkrankar.

## Underarter
Arten delas in i följande underarter:
- T. v. andalucia
- T. v. vaillanti